# 2011年夏季世界大学生运动会新西兰代表团

新西兰代表团旗帜

2011年夏季世界大学生运动会新西兰代表团一共有54名运动员参赛。

## 奖牌榜
| 名次 | 代表团 | 金牌 | 银牌 | 铜牌 | 总数 |
| ---- | ------ | ---- | ---- | ---- | ---- |
| 15   | 新西兰 | 5    | 3    | 4    | 12   |

## 奖牌获得者

### 金牌
1. 男子200米蛙泳：斯奈德斯
2. 女子800米自由泳：博伊尔
3. 女子400米自由泳：劳伦-博伊尔
4. 男子100米仰泳：科恩
5. 男子50米蛙泳：格伦-斯奈德

### 银牌
1. 男子100米蛙泳：格伦-斯奈德斯
2. 女子200米自由泳：劳伦-博伊尔
3. 女子4×200米自由泳接力

### 铜牌
1. 男子200米仰泳：凯恩
2. 男子100米仰泳：巴塞特
3. 女子1500米自由泳：劳伦-博伊尔
4. 男子4×100米混合泳接力